# Lycosa biolleyi
Lycosa biolleyi este o specie de păianjeni din genul Lycosa, familia Lycosidae, descrisă de Banks, 1909.
Este endemică în Costa Rica. Conform Catalogue of Life specia Lycosa biolleyi nu are subspecii cunoscute.